# Jane Savilleová
Jane Kara Savilleová (* 5. listopadu 1974 Sydney) je australská atletka, která získala bronzovou medaili na letních olympijských hrách 2004 v Athénách. Startovala na čtyřech LOH 1996, 2000, 2004, 2008.